# 5929 Manzano
5929 Manzano è un asteroide areosecante della fascia principale. Scoperto nel 1974, presenta un'orbita caratterizzata da un semiasse maggiore pari a 2,3578848 UA e da un'eccentricità di 0,3041824, inclinata di 23,02293° rispetto all'eclittica.
L'asteroide è dedicato a José Roberto Manzano, pioniere in Argentina degli studi sulla ionosfera.